# W.S. Van Dyke
Woodbridge Strong Van Dyke II (født 21. marts 1889, død 5. februar 1943) var en amerikansk filminstruktør og manuskriptforfatter, som lavede flere vellykkede tidlige tonefilm, som Tarzan i 1932, Den tynde mand i 1934, San Francisco i 1936 og seks populære musicals med Nelson Eddy og Jeanette MacDonald. Han modtog to nomineringer til en Oscar for bedste instruktør for Den tynde mand og San Francisco.
Kendt som en pålidelig håndværker, der lavede sine film og holdt tidsplanen og budgettet, fik han kælenavnet "One Take Woody" for hans hurtige og effektive måde at lave film på.

## Tidligt liv
Woodbridge Strong Van Dyke II blev født 21. marts 1989 i San Diego, Californien.
Hans var var dommer, og døde den dag hans søn blev født.
Hans mor, Laura Winston. genoptog sin tidligere skuespillerkarriere.
Som barneskuespiller optrådte Van Dyke sammen med sin mor på vaudeville-scener med rejsende teatergrupper.
Da han var fire år, spillede de med i Blind Girl i det gamle operahus i San Francisco.
Da Van Dyke var fjorten flyttede han til Seattle for at bo med sin bedstemor. Mens han gik på handelsskole arbejdede han i flere deltidsjob inklusiv pedel, tjener, sælger og jernbaneleder.
Van Dykes tidlige voksenår var urolige, og han skiftede mellem jobs. Den 16. juni 1909 giftede han sig med Zine Bertha Ashford, skuespillerinden "Zelda Ashford", og de to sluttede sig til forskellige rejsende teatergrupper inden de endelig ankom til Hollywood i 1915.

## Karriere
i 1915 fandt Van Dyke arbejde som assisterende instruktør for D. W. Griffith på filmen En nations fødsel. Året efter var han igen assisterende instruktør fo Griffith på filmen Intolerance.
Samme år arbejdede han som assisterende instruktør for James Young på filmene Unprotected, The Lash og den forsvundne film Oliver Twist, hvor han selv havde rollen som Charles Dickens.
I 1917 instruerede han sin første film, The Land of Long Shadows for Essenay Studios. Det samme år instruerede han yderligere fem film: The Range Boss, Open Places, Men of the Desert, Gift O' Gab og Sadie Goes to Heaven.
I 1927 rejste han til Tacoma for at instruere to stumfilm for det nye H. C. Weaver Productions: I totempælens skygge og The Heart of the Yukon (den sidste regnes for at være en forsvunden film).
Under stumfilmsæraen lærte han sit håndværk og ved begyndelsen af tonefilmen var han en af Metro-Goldwyn-Mayers mest pålidelige instruktør. Han blev kendt som "One-Take Woody" eller "One-Take Van Dyke" for den hurtighed, hvormed han gennemførte sine opgaver.
Han modtog nomineringer til en Oscar for bedste film for Den tynde mand (1934) og San Francisco (1936). Han instruerede også den Oscarvindende klassiker Eskimo, hvor han selv spiller med.
Hans andre film inkludere Hvide skygger (1928), dens efterfølger Solskinsøen (1929), Trader Horn (1931) som næsten udelukkende blev optaget i Afrika, Tarzan, Manhattan Melodrama (1934) og Marie Antoinette.
Han er måske mest kendt for at instruere Myrna Loy og William Powell i filmene Den tynde mand (1934), Efter den tynde mand (1936), Another Thin Man (1939) og Den tynde mands skygge (1941).
Og for at instruere Jeanette MacDonald og Nelson Eddy i seks af deres største hits: Letsindige Marietta (1935), Rose Marie, Sweethearts (1938), Nymånen (1940), Bitter Sweet (1940) og I Married an Angel (1942).
I sidste halvdel af 1942, på trods af at han havde Cancer og et dårligt hjerte, instruerede han en sidste film, Journey for Margaret, som havde premiere i New York City den 17. december det år.
Det er en hjerteskærende film, der gjorde den 5-årige Margaret O'Brien til en stjerne natten over.
Efter den generelle udgivelse af Journey for Margaret til biograferne i januar 1943, sagde Van Dyke farvel til sin kone, Ruth Elizabeth Mannix, sine tre børn og studiobossen Louis B. Mayer og begik selvmord den 5. februar i Brentwood, Los Angeles.

## Udvalgte film
- The Land of Long Shadows (1917)
- Dødsklokken (1924)
- Krigsmaling (1926)
- I totempælens skygge (1927)
- Hvide Skygger (1928)
- Trader Horn (1931)
- Tarzan (1932)
- Eskimo (1933)
- Manhattan Melodrama (1934)
- Den tynde mand (1934)
- San Francisco (1936)
- Marie Antoinette (1938)
- Sweethearts (1938)
- Bitter Sweet (1940)
- Journey for Margaret (1942)